# Tápiómenti Bemutató Csillagvizsgáló
A Tápiómenti Bemutató Csillagvizsgáló Sülysáp külterületén, a Sülysápot régen Úrival összekötő közút (Régi Úri út) mellett található, egy jól megközelíthető, viszonylag fényszennyezésmentes helyen, a városhoz mégis közel.
A csillagvizsgáló kupolája egy Meade 14 inch LX200 ACF – Advanced Coma Free system with AutoStar II, Schmidt-Cassegrain típusú távcsövet takar. Az obszervatórium ezzel a műszerrel Magyarország nagyobb távcsővel rendelkező bemutató csillagvizsgálói közé tartozik.

## Előzmények
Az 1970-es évek vége felé három csillagászat iránt érdeklődő fiatal (Bartos Pál †1983, Csaba László, Fodor Antal) megalakította Sülysápon a Kepler Amatőrcsillagász Klubot. Tevékenységük során nagyon sok általános iskolai tanuló ismerkedett meg a csillagászat alapjaival. Volt olyan időszak is amikor Úriban és Mendén is működtettek csillagászati szakkört a sülysápi mellett.
A monori járás általános iskolái részére két alkalommal igen nagy sikerű csillagászati vetélkedőt rendeztek a sülysápi művelődési házban. 10-12 iskola 40-50 diákja vetélkedett az első helyért.
A klub tagjai is indultak országos szintű vetélkedőkön. 1979-ben Budapesten Országos Különdíj, majd 1982-ben Szegeden az általános iskolások kategóriában 3. helyezést értek el. A klub tagjai csillagászati megfigyeléseiket magyar és külföldi adatgyűjtő központokba továbbították. Magyarországon a Szentmártoni Béla szerkesztette Albireóba és a Csillagászok Baráti Köre által kiadott Meteorba küldték az észleléseiket. Külföldre az AAVSO-nak, az AFOEV-nek valamint a Geosnak küldték a változócsillagokról történt megfigyeléseket.
Az 1990-es évek közepére teljesen megszűnt a klub.

## Története

### Sülysápi Amatőrcsillagász Közhasznú Egyesület
Fél éves előkészítő munka után 2005. január 15-én, 15 fővel megalakult a SACSE. Fodor Antal lelkes szervező munkájának köszönhetően a régi Kepler Klub tagjaiból sikerült egy nagyon jó közösséget összehoznia.
Már az egyesület megalakulásakor a legfontosabb célkitűzés egy csillagvizsgáló megépítése volt, ahol az egyesület tagjai kifogástalan körülmények közt végezhetik megfigyeléseiket.
Céljaik között szerepelt még a környék amatőrcsillagászainak összefogása, valamit a csillagászati ismeretek terjesztése főleg a diákság részére.

### Pályázat
2009-ben lehetősége nyílt az egyesületnek egy pályázat benyújtására. Az ÚMVP IV. tengelyéhez kapcsolódó Leader program keretén belül a SACSE pályázatot adott be "Túra a Naprendszerben" címmel. A pályázat elbírálása után 2011. szeptember végén meg is kezdődtek a csillagvizsgáló, valamint a túra útvonal munkálatai. 2012 őszére befejeződött minden munka ami a pályázathoz kapcsolódott. Az MVH 2013 tavaszán lezárta a pályázatot amelynek így a kivitelezése is sikeresen lezárult.

## A csillagvizsgáló

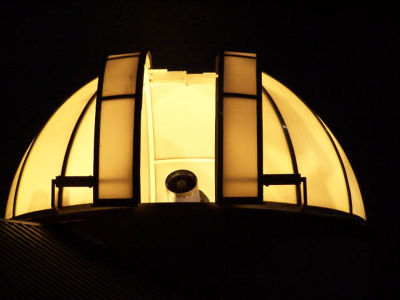
A csillagvizsgáló kupolája

A csillagvizsgáló alap területe 45 m². Mivel a csillagvizsgálóhoz tartozó 1500 m²-es terület külterület, így annak csak 3%-a volt beépíthető. Ezt figyelembe véve a tervezéskor az épület kapott egy pince részt is, amit raktárként, kerékpár tárolóként, valamint tüzelő tárolóként hasznosítanak. A földszinten található folyosók, mosdók és ruhatároló mellett egy "nagyobb" helység került kialakításra, mely előadó teremként funkcionál. Az előadó befogadó képessége 25-30 fő. A előadásokat a modern audiovizuális eszközök teszik élvezhetőbbé. Az épület vegyes tüzelővel használható kandallóval fűthető.
A csillagvizsgáló főműszere az emeleten található ahová egy csigalécsőn lehet feljutni. A kupola mozgatását, és a kupolarés nyitását elektromotorok biztosítják. A kupola szerkezete acélváz, melyre polikarbonát borítás került.
Az épületet tervezők névsora: építész tervező: Szepesi János / okl. építészmérnök / társtervező: Stiebel Rita / építészmérnök / tartószerkezeti tervező: Péczy Lóránt / okl. építőmérnök

## Túra a Naprendszerben
A Túra a Naprendszerben lényegében egy mini Naprendszer, ahol a méretarányok 1:350 000 000. A Napot a csillagvizsgáló 4 méter átmérőjű kupolája jelképezi. Ehhez lettek méretarányosan elhelyezve a bolygók, melyek helyén egy információs tábla található az adott bolygó leírásával magyar és angol nyelven. Az információs táblán még az adott bolygó méretarányos sziluettje is fel van tüntetve. A tábla másik oldalán az adott település információi vannak feltüntetve. Az bolygó állomásokat /információs táblákat/ egy terepkerékpáros útvonal köti össze a Gödöllői-dombság DNY-i részén. Tervezéskor igyekeztek a tervezők úgy kialakítani az útvonalat, hogy lehetőleg minden bolygó egy településen kerüljön elhelyezésre, valamint hogy az útvonal minél kisebb része haladjon aszfaltozott közúton.
A túra útvonala a csillagvizsgálótól /Naptól/ indul. Következő állomás az Úriban lévő Jupiter, innen az útvonal átmegy Monorra, pontosabban a Strázsahegyre ahol Neptunusz bolygóhoz érkezünk. A következő állomás Monori-erdő, Szárazhegyi borkombinát a Pluto bolygóval. Innen már vissza felé visz az utunk a belső Naprendszer felé. Először Bényén találkozunk a Hyakutake-üstökössel, majd Tápióságon az Uránusz bolygóval. Tápiószecsőn a Szaturnusz bolygó vár ránk. Tápiószecső után Sülysápon találjuk a négy kőzetbolygót Mars, Föld, Vénusz és Merkúr, de ezek már nagyon közel vannak az indulási pontunkhoz. A kb 65 km-es felfestett útvonal a tájegység csodálatos természeti és épített örökségein keresztül haladva érzékelteti velünk a Naprendszer méreteit. Az út végig kerékpározása egyben komoly sport teljesítmény is.